# Hillman 16 hp
Der Hillman 16 hp ist ein Personenkraftwagen des britischen Herstellers Hillman.

## Beschreibung
Das Fahrzeug der Mittelklasse erschien 1935 als Nachfolger des Hillman 20/70 hp. Im gleichen Jahr endete die Produktion.
Der seitengesteuerte Sechszylinder-Reihenmotor mit 67,5 mm Bohrung und 120 mm Hub hatte 2576 cm³ Hubraum. Der Motor war vorne im Fahrzeug eingebaut und trieb die Hinterräder an. Die Höchstgeschwindigkeit war mit 119 km/h angegeben.
Der Wagen war als viertürige Limousine erhältlich. Bei einem Radstand von 2756 mm und einer Spurweite von 1511 mm war das Fahrzeug 4369 mm lang und 1803 mm breit. Das Leergewicht war mit 1702 kg angegeben.